# 254749 Kurosawa
254749 Kurosawa è un asteroide della fascia principale. Scoperto nel 2005, presenta un'orbita caratterizzata da un semiasse maggiore pari a 2,6659587 UA e da un'eccentricità di 0,0661217, inclinata di 2,70959° rispetto all'eclittica.